# Клемонс, Кларенс
Кларенс Аничолас Клемонс-младший (англ. Clarence Anicholas Clemons Jr.; 11 января 1942, округ Норфолк, Виргиния — 18 июня 2011, Уэст-Палм-Бич, Флорида, Соединённые Штаты) — также известный как The Big Man (рус. Здоровяк), американский саксофонист, наиболее известен как участник группы E Street Band. Сотрудничал с Брюсом Спрингстином с 1972 года вплоть до своей смерти.
Клемонс выпустил несколько сольных альбомов. В 1985 году у него вышел хит-сингл «You’re a Friend of Mine», записанный в дуэте с Джексоном Брауном. Много работал в качестве сессионного музыканта, в частности поучаствовав в записи песни Ареты Франклин «Freeway of Love». Снялся в нескольких фильмах — в том числе в «Нью-Йорк, Нью-Йорк» и «Невероятных приключениях Билла и Теда» — и телесериалах, включая «Детектива Нэша Бриджеса», «Симпсонов» и «Прослушку». В 2009 году Клемонс опубликовал книгу Big Man: Real Life & Tall Tales, написанную в соавторстве со своим другом Доном Рео. Книга представляет собой автофикшн, рассказанный от третьего лица. Скончался в 2011 году в возрасте 69 лет. В 2014 году был посмертно включён в Зал славы рок-н-ролла, в составе E Street Band.

## Биография
Родился 11 января 1942 года в округе Норфолк, штат Виргиния (ныне город Чесапик), в семье владельца рыбного рынка Кларенса Клемонса-старшего и его жены Тельмы (являлся старшим из трёх детей). Дед Кларенса был баптистским проповедником, в результате чего мальчик рос в очень религиозной среде, слушая госпел. В возрасте девяти лет, отец подарил ему на Рождество альтовый саксофон и оплатил репетитора. В средней школе юноша перешёл на теноровый саксофон и начал играть в джаз-бэнде. Важным фактором, повлиявшим на ранний музыкальный вкус Клемонса, был альбом Кинга Кёртиса, подаренный его дядей. Кёртис и, в частности, его работа с группой The Coasters оказали большое влияние на юношу, подтолкнув его переключиться на теноровый саксофон.
Клемонс окончил среднюю школу Крествуда (ныне Crestwood Middle), где серьёзно занимался спортом (американским футболом), а затем поступил в колледж штата Мэриленд, получив музыкальную и футбольную стипендии. При росте 193 см и весе 110 килограмм он играл на позиции нападающего в одной команде с Артом Шеллом и Эмерсоном Бузером и смог привлечь внимание «Кливленд Браунс», которые предлагали ему контракт. Клемонс также рассматривался командой «Даллас Ковбойс», однако за день до собеседования попал в серьёзную автомобильную аварию, которая фактически положила конец его планам о карьере в Национальной футбольной лиге. 24 февраля 2012 года он был посмертно включён в Зал славы лёгкой атлетики университета.
В возрасте 18 лет Клемонс получил один из своих первых опытов студийной работы, записав материал с группой Tyrone Ashley’s Funky Music Machine из Плейнфилда, штат Нью-Джерси, в которую входили Рэй Дэвис, Эдди Хейзел и Билли «Басс» Нельсон (впоследствии все они играли в культовой группе Parliament-Funkadelic). Он также выступал с Дэниелом Петрайтисом, музыкальной легендой штатов Нью-Джерси и Нэшвилла. В 2007 году эти записи были выпущены лейблом Truth and Soul Records под названием Let Me Be Your Man. Помимо этого, во время учёбы в колледже штата Мэриленд Клемонс присоединился к своей первой группе The Vibratones, которая исполняла каверы песен Джеймса Брауна и просуществовала около четырёх лет — с 1961 по 1965 годы. Продолжая играть в этой группе, он переехал в Сомерсет, штат Нью-Джерси, где с 1962 по 1970 год работал консультантом по делам детей в Jamesburg Training School for Boys, воспитательной колонии Джеймсбурга.

## Музыкальная карьера

### E Street Band
История о том, как Клемонс впервые встретил Брюса Спрингстина, стала частью мифологии группы E Street Band. «The E Street Shuffle» содержит монолог Спрингстина о том, как они познакомились, также это событие было увековечено в композиции «Tenth Avenue Freeze-Out». Предположительно, они впервые встретились в сентябре 1971 года. В то время Клемонс играл с Норманом Селдином и The Joyful Noyze в баре «Wonder» в Эсбери-парке. Селдин был музыкантом и предпринимателем с Восточного побережья, который не только играл на фортепиано и возглавлял различные группы, но и владельцем собственного звукозаписывающего лейбла Selsom Records. В 1969 году Клемонс записал с этой группой одноимённый альбом. В 2008 году композиции из этого альбома были переизданы в антологии Asbury Park — Then and Now, составленной Селдином. Именно Карен Кэссиди, вокалистка The Joyful Noyze, посоветовала Клемонсу послушать Спрингстина, который играл с Bruce Springsteen Band в расположенном неподалёку клубе «The Student Prince». Впоследствии, Клемонс вспоминал об их встрече в различных интервью: 
Однажды вечером мы играли в Эсбери-парке. Я слышал, что группа Брюса Спрингстина выступала неподалеку в клубе под названием „The Student Prince“, и в перерыве между выступлениями я рванул туда. На сцене [во время концертов] Брюс обычно рассказывал разные версии этой истории, но, вы же помните, что я баптист, поэтому всегда говорю чистую правду. Это было дождливым, ветреным вечером, и когда я открыл дверь [клуба], она слетела с петель и унеслась по улице. Группа была на сцене, но все взоры были устремлены на меня, застывшего в дверном проеме. И, возможно, это немного нервировало Брюса, поэтому я сходу заявил: „Я хочу играть с твоей группой“, а он ответил: „Конечно, валяй, делай всё, что твоей душе угодно“. Первой песней, которую мы записали, была ранняя версия „Spirit in the Night“. Мы с Брюсом молча переглянулись, мы просто знали. Мы знали, что были недостающими звеньями в жизни друг друга. Он был тем, кого я искал. С одной стороны, он был просто щуплым юным пареньком. Но он был мечтателем. Он хотел следовать своей мечте. Так что с тех пор я стал частью истории.
Однако Клемонс и Спрингстин знали о существовании друг друга задолго до этой встречи, так как вращались в одних музыкальных кругах. Норман Селдин руководил и продвигал несколько местных коллективов, в том числе The Motifs, в составе которого выступал Винни Рослин, позже игравший со Спрингстином в Steel Mill. 22 апреля 1966 года Селдин организовал Battle of the Bands в роллердроме Матаван-Кейпорт. Спрингстин был среди участников конкурса, со своей тогдашней группой The Castiles. Билли Райан, тогдашний соло-гитарист Joyful Noyze, ранее играл в The Jaywalkers с Гарри Таллентом и Стивом Ван Зандтом. Сам Клемонс до этого тоже выступал с Талентом, в группе Little Melvin & The Invaders.
В июле 1972 года Спрингстин начал записывать свой дебютный альбом Greetings from Asbury Park, N.J. — в перерывах он как минимум дважды джемовал с Клемонсом и The Joyful Noyze в клубе «Shipbottom Lounge» (Пойнт-Плезант, штат Нью-Джерси). Когда Спрингстин решил задействовать теноровый саксофон в песнях «Blinded by the Light» и «Spirit in the Night», он пригласил Клемонса. В октябре Спрингстин должен был отправиться в гастрольный тур и начать продвижение новой пластинки, для этого он собрал группу в которую вошли Клемонс, Таллент (бас-гитара), Дэнни Федеричи (клавишные) и Вини Лопес (ударные). Саксофонист отыграл свой последний концерт с Норманом Селдином и The Joyful Noyze в клубе «Plaza» в Бейвилле, 21 октября 1972 года. Четыре дня спустя Клемонс дебютировал с E Street Band (в её текущем, формирующемся составе) на импровизированном выступлении в Shipbottom Lounge, которое не рекламировалось заранее.
На протяжении 1970-х и 1980-х годов саксофон Клемонса занимал видное место в творчестве Спрингстина. В альбоме Born to Run он звучит в песнях «Thunder Road», «She’s the One», «Night», заглавном треке, а также «Jungleland» чье соло было названо Брюсом «одним из лучших». В следующем диске — Darkness on the Edge of Town — Клемонс солировал в композициях «Badlands» и «The Promised Land». В The River партии саксофониста можно услышать в песнях «The Ties That Bind», «Sherry Darling», «I Wanna Marry You», «Drive All Night» и «Independence Day», а в альбоме Born in the U.S.A. (одном из самых продаваемых в истории звукозаписи) — в «Bobby Jean» и «I’m Goin' Down».
Между собой, Спрингстин и другие участники группы называли Клемонса «Здоровяком» (англ. The Big Man). В финале концертов, представляя публике участников группы E Street Band, Спрингстин называл Клемонса «Самым большим человеком, которого вы когда-либо видели». Иногда он менял эту фразу в зависимости от места выступления — в 2009 году на концерте в Глазго он объявил Клемонса как «самого большого шотландца, которого вы когда-либо видели».
В апреле 2014 года Клемонс был включён Зал славы рок-н-ролла посмертно, в качестве участника E Street Band. Вместо саксофониста почести принимала его вдова.

### Сольная карьера
Помимо работы с E Street Band, Клемонс сотрудничал со многими другими артистами и создал несколько собственных музыкальных проектов. Наиболее известными из них являются синглы 1985 года «You’re a Friend of Mine» и «Freeway of Love». Первый был записан в дуэте с Джексоном Брауном (добрался до Top-20 чарта Billboard Hot 100), второй — с Аретой Франклин (отметился в Top-10), Колемонс сыграл в нём на саксофоне. В 1980-х годах менеджером Клемонса недолгое время был Питер Ноблер, бывший редактор Crawdaddy!, на свадьбе которого музыкант выступил со своей группой Clarence Clemons & the Red Bank Rockers. Помимо этого, в 1980-е Клемонс владел ночным клубом «Big Man’s West» в Ред-Бэнке. В конце десятилетия он гастролировал в первом составе группы Ringo Starr & His All-Starr Band, исполняя в качестве вокалиста «You’re a Friend of Mine» (дуэтом с Билли Престоном) и «Quarter to Three», в обновленной рэп-аранжировке.
В конце 1980-х годов Клемонс подружился с Джерри Гарсией и выступил на нескольких концертах с Grateful Dead, включая их новогодний концерт в конце 1988 года, благотворительный концерт направленный на борьбу со СПИДом в мае 1989-го и концерт в честь летнего солнцестояния — 1989-го. Впоследствии Клемонс совершил турне с Jerry Garcia Band. Одно из этих выступлений, состоявшееся 16 сентября 1989 года, было выпущено в 2020 году под названием Garcia Live Volume 13.
В середине 1990-х он Клемонс записал компакт-диск Aja and The Big Man — Get It On (выпущенный только в Японии) с лос-анджелесской певицей и автором песен Аей Ким. Одну из песен они спели дуэтом — кавер-версию произведения Айка и Тины Тёрнер «Baby, Get It On». В 1992 году он поучаствовал в записи сольного альбома британского певца Элвина Ли Zoom. В этом же десятилетии он поработал над инструментальной пластинкой Peacemaker с продюсером Аланом Нивеном.
В 2000-х Клемонс вместе с продюсером Нарадой Майклом Уолденом создали группу The Temple of Soul, выпустив сингл под названием «Anna». Помимо этого, саксофонист сотрудничал с подростковой группой Creation (над благотворительным проектом). В начале следующего десятилетия Клемонс был привлечён Леди Гагой для работы над песнями «Hair» и «The Edge of Glory» из её альбома Born This Way, в том числе исполнив сольные партии. В апреле 2011 года Клемонс записал несколько композиций с группой Furthur (сайд-проектом Grateful Dead) во время концерта в Бока-Ратоне. Всего за несколько дней до того, как у него случился обширный инсульт, он снялся в видеоклипе Леди Гаги на песню «The Edge of Glory».

## Актёрская карьера
Клемонс снялся в нескольких фильмах, а также телепроектах. Музыкант дебютировал в ленте «Нью-Йорк, Нью-Йорк» (1977), сыграв там трубача. В 1985 году он снялся в эпизоде «So You Want to Be a Rock Star» ситкома «Различные ходы», сыграв мистера Кингсли, молодого саксофониста, помогающего Арнольду Джексону освоить этот инструмент. В 1989 году исполнил роль одного из «Трёх самых важных людей в мире» в комедии «Невероятные приключения Билла и Теда».
В 1990 году Клемонс снялся в пилотном эпизоде остросюжетного сериала «Живая мишень», подготовленным Риком Спрингфилдом для ABC. В 1999 году сыграл роль Джека в фильме Ника Мида «Свинг» с Лизой Стэнсфилд и Хьюго Спиром в главных ролях. В том же году отметился ролью шахтера в одном из эпизодов детского телевизионного шоу «The Weird Al Show» пародиста «Странного Эла» Янковича, вместе с актёрами с Майклом Маккином и Дэвидом Боу. Снялся в эпизодической роли участника блюзовой супер-группы The Louisiana Gator Boys в сиквеле фильма «Братья блюз» — «Братья Блюз 2000» (1999). Клемонс появился в эпизоде «Michael’s Band» телешоу Дэймона Уэйанса «Моя жена и дети» в качестве музыканта и исполнил композицию «One Shadow In The Sun», написанную в соавторстве с бас-гитаристкой Линн Вулевер. Помимо этого, поучаствовал в озвучке эпизода «Grift of the Magi» популярного мультсериала «Симпсоны».
Клемонс появился в двух эпизодах криминальной драмы «Прослушка», сыграв роль волонтёра, организующего программы по работе с молодежью. Он также снялся в телесериалах «Братья» и «Долго и счастливо», в небольших камео.

## Личная жизнь
Клемонс был женат пять раз. У него четверо сыновей: Чарльз, Кристофер, Джарод и Кларенс III (известный как Ник). Племянник Клемонса, Джейк Клемонс, заменил его в группе E Street Band в 2012 году, после смерти саксофониста.
Переехав во Флориду Клемонс начал активно сотрудничать с благотворительными организациями. Хотя музыкант считал себя баптистом, он проводил много времени с индийским гуру Шри Чинмоем, который дал ему духовное имя Мокшагун.
В старости Клемонса начало беспокоить хронические боли. Музыканту провели несколько операций, в ходе которых заменили коленный сустав, а также устранили отслоение сетчатки. Клемонс описал свои последние гастроли с E Street Band как «сущий ад» из-за проблем со здоровьем. После турне ему во второй раз заменили коленный сустав, а также сделали операцию по спондилодезу позвоночника. Летом 2011 года Клеменс перенес операцию из-за проблем с запястным каналом.
12 июня 2011 года Клемонс перенёс обширный инсульт находясь в своем доме во Флориде (Уэст-Палм-Бич). Хотя первоначальные признаки болезни были обнадеживающими после госпитализации музыканта и двух последующих операций на головном мозге, его состояние резко ухудшилось и он скончался 18 июня в возрасте 69 лет. После объявления о смерти Клемонс губернатор Нью-Джерси Крис Кристи приказал приспустить государственные флаги в знак траура.
После смерти семья Клемонса подала в суд на лечивших музыканта врачей за врачебную халатность, утверждая, что к инсульту привело неправильное использование его лекарств.

## Наследие
Спрингстин так высказался о своем друге: «Он нес в себе любовь к людям, которая заставляла их любить его…. С Кларенсом моя группа и я сам смогли рассказать историю гораздо более глубокую, чем та, что просто содержится в нашей музыке».

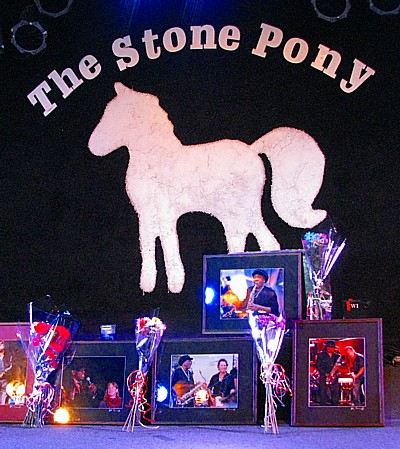
Мемориальная экспозиция посвящённая Клемонсу в клубе, июнь 2011 года

19 июня 2011 года группа Phish исполнила песню «Thunder Road» на концерте в Портсмуте, посвятив её Клемонсу. 18 июня 2011 года на концерте Эдди Веддера в Хартфорде, узнав о проблемах со здоровьем Клемонса (на тот момент еще не было объявлено о его смерти), певец пожелал ему скорейшего выздоровления; вскоре звукорежиссер уведомил его о смерти музыканта. Позже Веддер исполнил в честь саксофониста композицию Pearl Jam «Better Man», изменив текст на «Can’t find a Bigger Man» (отсылая к его прозвищу). Также, во время выступления на «Шоу Дэвида Леттермана» Веддер сыграл на укулеле с надписью «Clarence» на передней деке. 18 июня 2011 года, прежде чем спеть «Moment of Surrender» на концерте U2 в Анахайме, Боно отдал дань уважения саксофонисту. Он произнёс слова из композиции «Jungleland» ближе к концу песни и повторил их в финале. Боно повторил это снова во время исполнения «Moment of Surrender» на концерте U2 в Нью-Джерси 21 июня, а затем в Балтиморе — 22 июня. Группа Bon Jovi исполнила композицию «Tenth Avenue Freeze-Out» во время выхода «на бис» на концерте в Хорсенсе 19 июня. Параллельно с этим, на гигантском видеоэкране позади группы демонстрировались фотографии покойного. Музыкант Джимми Баффет изменил текст своей песни «The Stories We Could Tell», упомянув в нём Клемонса, во время концерта 21 июня. Песня исполнялась им в одиночестве. Во время выступления The Gaslight Anthem на фестивале в Гластонбери 2011 года фронтмен группы Брайан Фэллон посвятил Клемонсу их песню «The '59 Sound». В октябре 2011 года Леди Гага отдала дань уважения музыканту, принимая награду «Big Man of the Year» от Little Kids Rock. На концерте в Сиднее — 21 июня 2012 года — певица посвятила ему песню «The Edge of Glory», в создании которой Клемонс принимал непосредственное участие.
17 июля 2011 года в «Wonder Bar» (Эсбери-Парк), состоялся концерт посвящённый памяти Клемонса. Спрингстин исполнил 45-минутный сет, сыграв некоторые из песен музыканта. Шоу открывал сын Клемонса Ник со своей группой The Nick Clemons Band. 1 октября в Seminole Hard Rock Hotel & Casino Hollywood (Холливуд), состоялся благотворительный вечер The Classic Rock & Roll Party (музыкант проводил это мероприятие ежегодно), на котором отдали дань уважения наследию Клемонса и всему, что он сделал для Home Safe, некоммерческой организации, помогающей жертвам жестокого обращения с детьми и домашнего насилия.
В январе 2012 года в родном городе Клемонса прошли памятные концерты при участии музыкантов E Street Band. Мероприятия состоялись в концертном зале «NorVa». 28 июля 2012 года, во время шоу Гётеборге, Спрингстин и E Street Band впервые исполнили «Jungleland» в рамках концертного тура Wrecking Ball World Tour, соло на саксофоне исполнил Джейк Клемонс — песня была посвящена памяти его дяди.
В августе 2019 года был выпущен документальный фильм о жизни музыканта Clarence Clemons: Who Do I Think I Am?, режиссером которого выступил Ник Мид.

## Дискография
- Clarence Clemons & the Red Bank Rockers
  - Rescue (1983)
- Clarence Clemons
  - Hero[англ.] (1985)
  - A Night With Mr. C (1989)
  - Peacemaker (1995)
- Aja and the Big Man
  - Get It On (1995)
- Clarence Clemons & Temple of Soul
  - Live in Asbury Park[англ.] (2002)
  - Live in Asbury Park, Vol. 2[англ.] (2004)
  - Brothers in Arms (2008)
- Bruce Springsteen
  - Greetings from Asbury Park, N.J. (1973)
  - The Wild, the Innocent & the E Street Shuffle (1973)
  - Born to Run (1975)
  - Darkness on the Edge of Town (1978)
  - The River (1980)
  - Born in the U.S.A. (1984)
  - Live/1975–85[англ.] (1986)
  - Tunnel of Love (1987)
  - Chimes of Freedom[англ.] (1988)
  - Greatest Hits (1995)
  - Blood Brothers[англ.] (1996)
  - Tracks[англ.] (1998)
  - 18 Tracks[англ.] (1999)
  - Live in New York City[англ.] (2001)
  - The Rising (2002)
  - The Essential Bruce Springsteen[англ.] (2003)
  - Hammersmith Odeon London '75[англ.] (2006)
  - Magic (2007)
  - Magic Tour Highlights[англ.] (2008)
  - Working on a Dream (2009)
  - The Promise (2010)
  - Wrecking Ball (2012)
  - High Hopes (2014)
- Gary U.S. Bonds
  - Dedication[англ.] (1981)
  - On the Line[англ.] (1982)
- Lady Gaga
  - Born This Way (2011)
- Ringo Starr & His All-Starr Band
  - Ringo Starr and His All-Starr Band (1990)
- Zucchero
  - Blues (1987)
  - Oro Incenso & Birra[англ.] (1989)
  - Zucchero (1991)
  - Diamante (1994)
  - Spirito Divino (1995)
- В качестве приглашённого музыканта (избранное)
  - Dan Hartman: Images[англ.] (1976)
  - Southside Johnny & The Asbury Jukes[англ.]: I Don’t Wanna Go Home (1976)
  - Pezband[англ.]: Pezband (1977)
  - Ronnie Spector & The E Street Band: «Say Goodbye To Hollywood» / «Baby, Please Don’t Go» (1977)
  - Scarlet Rivera[англ.]: Scarlet Rivera (1977)
  - Intergalactic Touring Band[англ.]: Intergalactic Touring Band (1977)
  - Carlene Carter[англ.]: Two Sides to Every Woman (1979)
  - Janis Ian: Night Rains (1979)
  - Musicians United for Safe Energy[англ.]: No Nukes[англ.] (1979)
  - Michael Stanley Band[англ.]: Heartland (1980)
  - Joan Armatrading: Me Myself I[англ.] (1980)
  - Various artists: In Harmony 2[англ.] (1981)
  - Greg Lake: Greg Lake[англ.] (1981)
  - Schwartz: Schwartz (1981)
  - Blue Steel: Nothing But Time (1981)
  - Little Steven & The Disciples Of Soul: Men Without Women[англ.] (1982)
  - Hawks[англ.]: 30 Seconds Over Otho (1982)
  - Ian Hunter: All of the Good Ones Are Taken[англ.] (1983)
  - Steel Breeze[англ.]: Heart on the Line (1983)
  - Silver Condor: Trouble At Home (1983)
  - Michael Stanley[англ.]: Poor Side of Town (1984)
  - Aretha Franklin: Who's Zoomin’ Who?[англ.] (1985)
  - Narada Michael Walden: Gimme, Gimme, Gimme[англ.] (1985)
  - Twisted Sister: Come Out and Play[англ.] (1985)
  - Porky’s Revenge[англ.] Soundtrack (1985)
  - Artists United Against Apartheid[англ.]: Sun City[англ.] (1986)
  - Jersey Artists For Mankind: «We’ve Got The Love» / «Save Love, Save Life» (1986)
  - Gloria Estefan: Let It Loose[англ.] (1987)
  - Various artists: A Very Special Christmas (1987)
  - Narada Michael Walden: Divine Emotions (1988)
  - The Four Tops: Indestructible (1988)
  - Todd Rundgren: Nearly Human[англ.] (1989)
  - Herman Brood: Freeze (1990)
  - Home Alone 2: Lost in New York Soundtrack (1992)
  - Lisa Stansfield et al.: Swing – Original Motion Picture Soundtrack[англ.] (1999)
  - Joe Cocker: Unchain My Heart (1990)
  - Peter Maffay[англ.]: 38317 (1991)
  - Nils Lofgren: Silver Lining (1991)
  - Alvin Lee: Zoom (1992)
  - Roy Orbison: King of Hearts[англ.] (1992)
  - Jim Carroll: A World Without Gravity: Best of The Jim Carroll Band (1993)
  - Dave Koz: Lucky Man (1993)
  - Great White: Sail Away[англ.] (1994)
  - Luther Vandross: This is Christmas[англ.] (1995)
  - Craig and Co.: My Newish Jewish Discovery (1997)
  - Various artists: Humanary Stew — A Tribute to Alice Cooper (1999)
  - Nick Clemons Band[англ.]: In the Sunlight (2001)
  - Creation[англ.]: World Without Windows (2005)
  - Bruce Benson: A Healing Prayer (2007)
  - Tyrone Ashley’s Funky Music Machine: Let Me Be Your Man (2007)
  - Stormin' Norman & Friends: Asbury Park — Then And Now (2008)
  - Jerry Garcia Band[англ.]: Garcia Live Volume 13[англ.] (2020)

## Фильмография
| - Нью-Йорк, Нью-Йорк (1977) - Сесил Пауэлл - Невероятные приключения Билла и Теда (1989) - Один из трех самых важных людей в мире - Смертельный инстинкт (1993) - Кларенс - Братья Блюз 2000 (1998) - Музыкант супер-группы The Louisiana Gator Boys - «Свинг» (1999) - Джек - «You’re a Friend of Mine» совместно с Джексоном Брауном (1985) - «The Edge of Glory» совместно с Леди Гагой (2011) | - Различные ходы - Мистер Кингсли: «So You Want to Be a Rock Star» (1985) - Джейк и Толстяк - Блю Дэнни Бойд: «Why Can’t You Behave?» (1989) - Флэш (1990) - Даррелл Хеннингс: «Honor Among Thieves» (1990) - Детектив Нэш Бриджес - Большой Барри в трёх эпизодах: «25 Hours of Christmas», «Aloha Nash» и «Javelin Catcher» (1996) - Часовой - Рабочий: «Dead Drop» (1997) - The Weird Al Show - Шахтёр: «Mining Accident» (1997) - Гадюка - Лео Дюкен: «The Getaway» (1998) - Город грехов Пенна и Теллера - один эпизод (1998) - Симпсоны - Рассказчик: «Grift of the Magi» (1999) - Моя жена и дети - Джонни Уотсон: «Michael’s Band» (2003) - Прослушка - Ро́ман в двух эпизодах: «Moral Midgetry» и «Hamsterdam» (2004) - Долго и счастливо - В роли самого себя: «Eddie’s Book» (2009) |  |